# Vexin normand
Pour les articles homonymes, voir Vexin (homonymie).

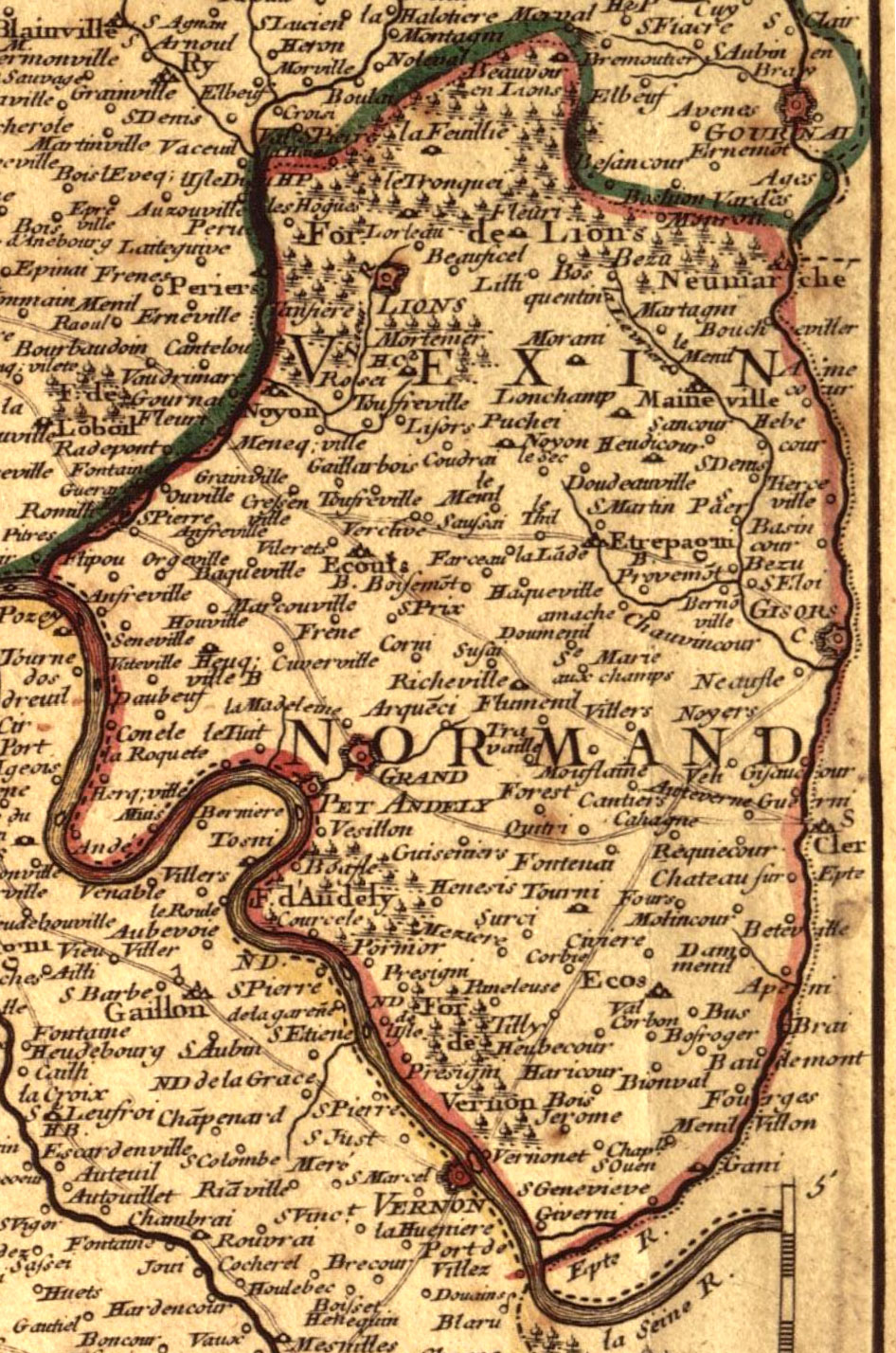
Carte du Vexin normand, 1716.

Le Vexin normand est une région naturelle de France, délimitée par les vallées de l'Epte, de l'Andelle et de la Seine.

## Géographie
Le Vexin normand s'étend sur le nord-est du département de l'Eure. Comme son homologue français, il se présente comme un plateau calcaire limité au sud par les méandres de la Seine, qui l'ont creusé en formant par endroits des falaises abruptes. Il est entaillé par des vallées principales orientées nord-sud, dont l'Epte qui forme la frontière avec le Vexin français.
Il comprend 3 cantons et 97 communes au 1er janvier 2017.
Les trois villes chefs-lieux de canton, suivant réforme de 2015, sont Les Andelys, Gisors et Romilly-sur-Andelle.
Les principaux attraits touristiques du Vexin se situent aux Andelys, avec Château-Gaillard, à Gisors, capitale historique du Vexin normand, avec son château fort et sa Collégiale aux dimensions de cathédrale, ainsi qu'à Lyons-la-Forêt, bourg où dominent le pan de bois au sein de la forêt du même nom, l'une des plus vastes hêtraies de France.

## Histoire
Traditionnellement inclus dans la province ecclésiastique de Rouen (archidiocèse de Rouen), l'ancien comté du Vexin est partagé sur le plan politique par le traité de Saint-Clair-sur-Epte en 911 entre le duché de Normandie (Vexin normand) et le domaine royal (Vexin français), alors qu'il reste indivise sur le plan de l'institution diocésaine : le diocèse de Rouen comprend alors six archidiaconés, dont celui du Vexin normand et celui du Vexin français,. 
Le Vexin normand partage l'histoire du duché de Normandie jusqu'en 1149 date à laquelle Henri II cède à Louis VII le Vexin normand pour prix de son aide dans la conquête du trône d'Angleterre contre Étienne de Blois, sans que cela n'affecte l'unité de la province ecclésiastique de Rouen. Henri II le récupère à la faveur du mariage de son fils Henri le Jeune avec Marguerite la fille de Louis VII et le conservera jusqu'au rattachement de la Normandie au domaine royal. Le Vexin français, quant à lui, reste partiellement dépendant de l'archidiocèse de Rouen. En 1802, l'archidiaconé du Vexin français est donné au diocèse de Versailles.

## Toponymie
Contrairement au Vexin français, le Vexin normand est marqué par la présence d’anthroponymes scandinaves et anglo-scandinaves dans les noms de lieux, ainsi que par de nombreux appellatifs d'origine noroise et ce, essentiellement dans sa partie septentrionale et occidentale jusqu'aux Andelys. Cependant, l'installation de ces colons n'a pas affecté la toponymie des bourgs et bourgades principaux qui conservent leurs noms des époques gauloise, gallo-romaine, mérovingienne et carolingienne d'origine. 
Les villages se sont principalement développés à partir des domaines ruraux médiévaux, c'est la raison pour laquelle l'appellatif -ville (ancien français vile / ville « domaine rural » → « village » cf. vilain) y est très fréquent. La plupart des toponymes en -ville sont fondés sur un nom de personne scandinave ou anglo-scandinave, on relève deux Amfreville (Ansfredville 1095 / Anfridivilla vers 1034) Cuverville (Culvertivilla 1028 - 1033), Grainville (Grinvilla vers 1025), Heuqueville (Helgavilla 1035), Herqueville (Harachivilla 1150 ? Harquevilla 1308), Houville (Hulvilla 1028-1033, Hutvilla 1096), Touffreville (Turfreivilla 1121-1135), ainsi que Vatteville (Watevilla 1086) qui contiennent respectivement les anthroponymes masculin Ásfridhr / Asfridr (en réalité *Ásfridhr / *Asfridr car seul le féminin Ásfríðr semble attesté. Patronymes normands Anfry, Anfrie, Anfrey, Anfray, Lanfry), Culvert (anglo-scandinave *Culvert / *Culver, cependant cité comme d'origine incertaine à propos de Culverthorpe, GB), Grimr, Helgi, Harekr, Hulð / Huld, Thorfrid (Þórfreðr, patronyme normand Touffray) et Hvati (vieux danois *Hwate, vieil anglais Hwata),. 
Parmi les appellatifs scandinaves, on note l'absence remarquable de -tot / Tot qui désigne un établissement rural, alors que les plus courants sont présents : -beuf (búð / *bóð « baraque, évent. pêcherie » : Daubeuf [Dalbodo 1025, norois dalr « vallée »]),  -tuit / Thuit (norois þveit « essart, clairière » : Criquetuit à Bacqueville [Ecractuit, Escraketuit 1207, peut-être *es Kraketuit, norois krákr « corbeau »]; Le Thuit), -lon / -londe / Londe (lundr, lunda « bosquet » : Bouclon à Bacqueville [synonyme des nombreux Bouquelon, Bouquelonde normands, norois bóki « hêtres »], La Baguelande [Bagalunda 1200, nom de personne norois Baggi ou baggi « bélier » ou « fagot »], Le Londe à Heuqueville), Hogue (norois haugr « élévation, tas » : Les Hogues, bois des Hogues aux Andelys), -mare (norois marr, vieil anglais mere → mare : Saveaumare [homonyme de Saveaumare à Montérolier, Savenelmare 1284, nom de personne Savenel], Longuemare [homonyme de nombreux Longuemare normands, dont Langomarra Xe siècle, norois langr « long » ou français long], Oumare, Bonnemare, etc.), -busc / Buc (norois buskr « buisson, arbuste, bois » cf. [Busc 1470, Yquebeuf] : Le Buc à Bacqueville et à Heuqueville, Bus-Saint-Rémy [Busco 1195]), -clif / -clive / clif (norois klif « escarpement » : Verclives [Warclive en 1190 sur une butte témoin d'une hauteur de 174 m, War- élément inconnu]),,.

## Patrimoine
- Abbaye de Mortemer
- Écouis : collégiale Notre-Dame (remarquable ensemble de sculptures début XIVe siècle, réalisées à l'initiative d'Enguerrand de Marigny, fondateur de la collégiale)
- Fleury-la-Forêt : son château
- Fourges : moulin de Fourges
- Forêt de Lyons
- Gisors : collégiale Saint-Gervais-Saint-Protais, au décor gothique flamboyant et Renaissance, vitraux XVIe siècle ;  le château de Gisors
- Giverny : la maison et les jardins de Claude Monet ; musée des impressionnismes Giverny
- Heudicourt : château
- Les Andelys : collégiale Notre-Dame ; Château-Gaillard
- Lyons-la-Forêt : halle, hôtel de ville
- Mesnil-Verclives : château de Verclives
- Neaufles-Saint-Martin : tour de la Reine Blanche
- Radepont : abbaye Notre-Dame de Fontaine-Guérard, château de Bonnemare, ruines du château féodal.
- Entre-Caux-Vexin, anciennement partie du Roumois
  - Vandrimare : château, jardins du château
  - Vascœuil : château de Vascœuil : jardin abritant des collections d'art moderne et musée Michelet